# ایگور ماتوینکو
ایگور ماتوینکو (انگلیسی: Ihor Matviyenko؛ زادهٔ ۱۷ مهٔ ۱۹۷۱) قایقران قایق بادبانی اهل اوکراین بود.